# گاهی به مردن فکر می‌کنم
گاهی به مردن فکر می‌کنم (انگلیسی: Sometimes I Think About Dying) یک فیلم عاشقانه کمدی-درام آمریکایی محصول سال ۲۰۲۳ به کارگردانی راشل لمبرت، نویسندگی کوین آرمنتو، استفانی آبل هورویتز و کیتی رایت مید است. این فیلم بر اساس نمایشنامه قاتلان اثر کوین آرمنتو ساخته شده‌است و فیلم کوتاهی هم در سال ۲۰۱۹ به کارگردانی و نویسندگی مشترک هوروویتز منتشر شد. در این فیلم دیزی ریدلی، دیو مرهجه، پروش چینا، مارسیا دبونیس، مگ استالتر، بریتانی اوگریدی و بری الرود به ایفای نقش پرداخته
این فیلم برای اولین بار در جشنواره فیلم ساندنس در ۱۹ ژانویه ۲۰۲۳ به نمایش درآمد و در ۲۶ ژانویهٔ ۲۰۲۴ اکران شد.

## خلاصه داستان
فران یک کارمند اداری از نظر اجتماعی بی‌دست و پا است که بیشتر وقت خود را در انزوا و رویاهای مرگ خود می‌گذراند. با ورود یک همکار جدید حباب انزوای خود را سوراخ می‌کند و …

## بازیگران
- دیزی ریدلی
- دیو مرهجه
- پروش چینا
- مارسیا دبونیس
- مگ استالتر
- بریتنی اوگریدی
- بری الرود

## بازخورد انتقادی
در وبگاه جمع‌آوری نقد راتن تومیتوز، ٪۷۸ از ۸۸ بررسی منتقدان مثبت است و میانگینِ امتیاز آن ۶٫۸/۱۰ است. اجماع این وبگاه چنین می‌نویسد: «فارغ از کمدی گروهی، گاهی به مردن فکر می‌کنم، ارتباط انسانی انتقادی را از طریق دیزی ریدلیِ بسیار مالیخولیایی بررسی می‌کند.» این فیلم در متاکریتیک که از میانگین وزنی استفاده می‌کند، بر اساس نظر ۱۵ منتقدین امتیاز ۶۶ از ۱۰۰ را کسب کرده که نشان‌گر «نقدهای عموماً مطلوب» است.